# Armagh (circonscription de l'Assemblée d'Irlande du Nord)
Pour les articles homonymes, voir Armagh (homonymie).
Armagh était une circonscription de l'Assemblée d'Irlande du Nord.
Le siège a été utilisé pour la première fois pour une élection réservée à l'Irlande du Nord pour l'Assemblée d' Irlande du Nord en 1973. Des membres ont ensuite été élus dans la circonscription à la Convention constitutionnelle de 1975, à l'Assemblée de 1982. Après la dissolution de l'Assemblée en 1986, la circonscription n'a plus été utilisée, sa zone étant représentée par des parties de Newry et Armagh et Upper Bann.
Il partageait généralement des limites avec la circonscription du Parlement britannique d'Armagh, mais les limites des deux circonscriptions étaient légèrement différentes de 1983 à 1986, car les limites de l'Assemblée n'avaient pas rattrapé les changements de limites parlementaires.
Pour plus de détails sur l'histoire et les limites de la circonscription, voir Armagh (circonscription du Parlement britannique).

## Membres
| Élection                | MLA (parti) | MLA (parti)      | MLA (parti)                | MLA (parti)          | MLA (parti)        | MLA (parti)               | MLA (parti)         | MLA (parti)           | MLA (parti)           | MLA (parti)         | MLA (parti) | MLA (parti)              | MLA (parti) | MLA (parti)              |
| ----------------------- | ----------- | ---------------- | -------------------------- | -------------------- | ------------------ | ------------------------- | ------------------- | --------------------- | --------------------- | ------------------- | ----------- | ------------------------ | ----------- | ------------------------ |
| 1973                    |             | Hugh News (SDLP) |                            | Seamus Mallon (SDLP) |                    | Paddy O'Hanlon (SDLP)     |                     | Herbert Whitten (UUP) |                       | James Stronge (UUP) |             | Thomas Carson (Vanguard) |             | Douglas Hutchinson (DUP) |
| 1975                    |             | Hugh News (SDLP) | Michael Armstrong (UUP)    | Seamus Mallon (SDLP) |                    | Alistair Black (Vanguard) |                     | Herbert Whitten (UUP) |                       |                     |             | Thomas Carson (Vanguard) |             | Douglas Hutchinson (DUP) |
| 1982                    |             | Hugh News (SDLP) | Jim McAllister (Sinn Féin) | Seamus Mallon (SDLP) | Mary Simpson (UUP) |                           | Jim Nicholson (UUP) |                       | Harold McCusker (UUP) | David Calvert (DUP) |             |                          |             |                          |
| 1983 Élection partielle |             | Hugh News (SDLP) | Jim McAllister (Sinn Féin) | Jim Speers (UUP)     | Mary Simpson (UUP) |                           | Jim Nicholson (UUP) |                       | Harold McCusker (UUP) | David Calvert (DUP) |             |                          |             |                          |

Note: Les colonnes de ce tableau sont utilisées uniquement à des fins de présentation et aucune importance ne doit être attachée à l'ordre des colonnes. Pour plus de détails sur l'ordre dans lequel les sièges ont été remportés à chaque élection, voir les résultats détaillés de cette élection.

## Élections

### Élection partielle de 1983
| Parti                                                                                            | Parti                            | Candidat   | %    | Comptage |
| Parti                                                                                            | Parti                            | Candidat   | %    | 1        |
| ------------------------------------------------------------------------------------------------ | -------------------------------- | ---------- | ---- | -------- |
|                                                                                                  | Ulster Unionist                  | Jim Speers | 84.5 | 26,907   |
|                                                                                                  | Parti des travailleurs d'Irlande | Tom French | 15.5 | 4,920    |
| Électorat : 95,100 Valide : 31,827 Non valide : 0 Quota : 15,914 Participation : 31,827 (34.07%) |                                  |            |      |          |

### Élection à l'Assemblée de 1982
| Parti | Parti                            | Candidat           | %      | Comptage | Comptage | Comptage | Comptage | Comptage | Comptage | Comptage | Comptage | Comptage | Comptage | Comptage | Comptage | Comptage | Comptage |
| Parti | Parti                            | Candidat           | %      | 1        | 2        | 3        | 4        | 5        | 6        | 7        | 8        | 9        | 10       | 11       | 12       | 13       | 14       |
| --- | -------------------------------- | ------------------ | ------ | -------- | -------- | -------- | -------- | -------- | -------- | -------- | -------- | -------- | -------- | -------- | -------- | -------- | -------- |
| | Ulster Unionist                  | Harold McCusker    | 31.58% | 19,547   |          |          |          |          |          |          |          |          |          |          |          |          |          |
| | SDLP                             | Seamus Mallon      | 13.78% | 8,528    |          |          |          |          |          |          |          |          |          |          |          |          |          |
| | Ulster Unionist                  | Jim Nicholson      | 4.18%  | 2,590    | 7,155.4  | 7,156.39 | 7,384.79 | 7,472.99 | 7,472.99 | 8,137.39 |          |          |          |          |          |          |          |
| | Sinn Féin                        | Jim McAllister     | 8.37%  | 5,182    | 5,188.6  | 5,230.81 | 5,247.06 | 5,248.06 | 7,717.11 | 7,720.11 | 7,721.11 | 8,090.61 |          |          |          |          |          |
| | Ulster Unionist                  | Mary Simpson       | 1.16%  | 721      | 3,838    | 3,838.18 | 4,147.38 | 4,360.18 | 4,361.47 | 4,857.07 | 5,126.57 | 5,220.57 | 5,221.45 | 8,212.94 |          |          |          |
| | DUP                              | David Calvert      | 4.30%  | 2,661    | 3,110.4  | 3,110.4  | 3,124.8  | 3,873.6  | 3,873.6  | 4,845.6  | 4,868.6  | 4,887.8  | 4,887.8  | 5,135.9  | 5,310.32 | 9,459.68 |          |
| | SDLP                             | Hugh News          | 4.64%  | 2,871    | 2,883    | 3,256.77 | 3,578.05 | 3,580.05 | 3,778.44 | 3,781.44 | 3,781.44 | 5,460.43 | 5,566.91 | 5,570.11 | 5,571.01 | 5,576.58 | 5,607.18 |
| | SDLP                             | Paddy O'Hanlon     | 6.84%  | 4,231    | 4,239.4  | 4,501.75 | 4,688.94 | 4,691.63 | 4,799.17 | 4,800.17 | 4,801.17 | 5,199.69 | 5,245.45 | 5,252.51 | 5,254.67 | 5,255.27 | 5,288.87 |
| | DUP                              | Douglas Hutchinson | 3.77%  | 2,333    | 2,894    | 2,894.27 | 2,915.36 | 3,630.56 | 3,631.63 | 4,238.45 | 4,259.95 | 4,276.15 | 4,277.91 | 4,741.51 | 5,016.91 |          |          |
| | Ulster Unionist                  | Jim Speers         | 2.97%  | 1,836    | 3,438    | 3,438.45 | 3,538.72 | 3,623.32 | 3,625.1  | 3,858.5  | 3,953    | 3,981.6  | 3,982.48 |          |          |          |          |
| | Parti des travailleurs d'Irlande | Tom French         | 4.57%  | 2,826    | 2,850.6  | 2,872.02 | 3,270.19 | 3,272.88 | 3,470.41 | 3,494.21 | 3,494.71 |          |          |          |          |          |          |
| | UUUP                             | Alistair Black     | 3.25%  | 2,014    | 2,873.8  | 2,873.98 | 2,941.78 | 3,096.38 | 3,096.98 |          |          |          |          |          |          |          |          |
| | Sinn Féin                        | Jim O'Hagan        | 4.91%  | 3,042    | 3,049.2  | 3,072.42 | 3,088.87 | 3,088.87 |          |          |          |          |          |          |          |          |          |
| | DUP                              | Woolsey Smith      | 2.77%  | 1,716    | 2,028    | 2,028.18 | 2,039.38 |          |          |          |          |          |          |          |          |          |          |
| | Alliance                         | William Jeffrey    | 2.92%  | 1,806    | 1,942.2  | 1,958.04 |          |          |          |          |          |          |          |          |          |          |          |
| Électorat : 95,610 Valide : 61,904 (64.75%) Non valide : 2,078 Quota : 7,739 Participation : 63,982 (66.92%) |                                  |                    |        |          |          |          |          |          |          |          |          |          |          |          |          |          |          |

### 1975 Convention constitutionnelle
| Parti | Parti             | Candidat           | %      | Comptage | Comptage | Comptage | Comptage | Comptage | Comptage | Comptage | Comptage | Comptage |
| Parti | Parti             | Candidat           | %      | 1        | 2        | 3        | 4        | 5        | 6        | 7        | 8        | 9        |
| --- | ----------------- | ------------------ | ------ | -------- | -------- | -------- | -------- | -------- | -------- | -------- | -------- | -------- |
| | SDLP              | Seamus Mallon      | 15.15% | 8,999    |          |          |          |          |          |          |          |          |
| | Ulster Unionist   | Michael Armstrong  | 14.82% | 8,802    |          |          |          |          |          |          |          |          |
| | DUP               | Douglas Hutchinson | 13.04% | 7,746    |          |          |          |          |          |          |          |          |
| | Ulster Unionist   | Herbert Whitten    | 8.15%  | 4,843    | 4,843.68 | 5,198.13 | 5,240.93 | 5,242.93 | 5,276.1  | 5,381.45 | 5,383.64 | 7,021.28 |
| | Vanguard          | Thomas Carson      | 10.06% | 5,974    | 5,974.17 | 6,225.57 | 6,367.29 | 6,371.29 | 6,388.17 | 6,439.62 | 6,448.83 | 6,885.85 |
| | Vanguard          | Alistair Black     | 9.15%  | 5,435    | 5,435    | 6,064.7  | 6,180.18 | 6,188.22 | 6,213.99 | 6,283.98 | 6,287.17 | 6,789.62 |
| | SDLP              | Hugh News          | 5.56%  | 3,303    | 4,261.12 | 4,261.87 | 4,261.91 | 4,327.43 | 4,375    | 5,074.49 | 6,140.54 | 6,457.05 |
| | SDLP              | Paddy O'Hanlon     | 7.93%  | 4,710    | 5,095.22 | 5,095.22 | 5,095.26 | 5,190.25 | 5,206.16 | 5,678.08 | 6,243.37 | 6,361.22 |
| | Unionist Party NI | John Maginnis      | 4.71%  | 2,797    | 2,798.53 | 2,860.48 | 2,867.16 | 2,870.46 | 3,002.02 | 3,838.8  | 3,856.14 |          |
| | Republican Clubs  | Malachy McGurran   | 4.34%  | 2,577    | 2,650.1  | 2,650.55 | 2,650.71 | 3,587.51 | 3,602.36 | 3,761.35 |          |          |
| | Alliance          | Eugene Connolly    | 2.93%  | 1,742    | 1,781.44 | 1,787.74 | 1,788.14 | 1,806.09 | 2,828.98 |          |          |          |
| | Alliance          | Brian English      | 2.20%  | 1,307    | 1,318.05 | 1,327.65 | 1,328.41 | 1,332.28 |          |          |          |          |
| | Republican Clubs  | Patrick Houlahan   | 1.04%  | 617      | 636.38   | 636.98   | 637.18   |          |          |          |          |          |
| | Republican Clubs  | Thomas Moore       | 0.90%  | 536      | 546.2    | 546.2    | 546.2    |          |          |          |          |          |
| Électorat : 90,640 Valide : 59,388 (65.52%) Non valide : 2,011 Quota : 7,424 Participation : 61,399 (67.74%) |                   |                    |        |          |          |          |          |          |          |          |          |          |

### 1973Assembly Election
| Parti | Parti           | Candidat              | %      | Comptage | Comptage | Comptage | Comptage | Comptage | Comptage | Comptage | Comptage | Comptage | Comptage | Comptage | Comptage |
| Parti | Parti           | Candidat              | %      | 1        | 2        | 3        | 4        | 5        | 6        | 7        | 8        | 9        | 10       | 11       | 12       |
| --- | --------------- | --------------------- | ------ | -------- | -------- | -------- | -------- | -------- | -------- | -------- | -------- | -------- | -------- | -------- | -------- |
| | SDLP            | Paddy O'Hanlon        | 13.39% | 8,219    |          |          |          |          |          |          |          |          |          |          |          |
| | SDLP            | Seamus Mallon         | 13.02% | 7,995    |          |          |          |          |          |          |          |          |          |          |          |
| | Ulster Unionist | Herbert Whitten       | 11.22% | 6,891    | 6,891.24 | 7,127.3  | 7,127.58 | 7,208.62 | 7,284.62 | 8,140.62 |          |          |          |          |          |
| | Vanguard        | Thomas Carson         | 11.18% | 6,866    | 6,866.66 | 6,936.66 | 6,936.74 | 6,955.86 | 7,432.86 | 7,505.86 | 7,810.86 |          |          |          |          |
| | Ulster Unionist | James Stronge         | 7.06%  | 4,335    | 4,336.44 | 4,458.56 | 4,458.72 | 4,524.72 | 4,537.78 | 5,235.84 | 5,383.84 | 5,526.94 | 8,693.94 |          |          |
| | SDLP            | Hugh News             | 7.71%  | 4,731    | 5,163.3  | 5,278.48 | 5,564.96 | 5,670.04 | 5,672.08 | 5,677.18 | 5,677.18 | 5,677.73 | 5,688.79 | 5,691.03 | 7,832.03 |
| | DUP             | Douglas Hutchinson    | 7.41%  | 4,552    | 4,552.12 | 4,598.18 | 4,598.5  | 4,612.5  | 4,821.5  | 4,902.56 | 6,620.56 | 6,644.76 | 6,887.4  | 7,237.4  | 7,431.4  |
| | Vanguard        | Frederick Crowe       | 4.01%  | 2,465    | 2,465.12 | 2,492.12 | 2,492.24 | 2,503.28 | 3,639.34 | 3,689.34 | 4,168.34 | 4,190.89 | 4,447.37 | 4,904.33 | 5,093.33 |
| | Alliance        | Eugene Connolly       | 4.19%  | 2,572    | 2,589.7  | 2,763.38 | 2,780.06 | 4,268.62 | 4,275.72 | 4,292.72 | 4,302.72 | 4,304.37 | 4,329.3  | 4,630.34 |          |
| | Ulster Unionist | Alexander Greer       | 4.28%  | 2,630    | 2,630.36 | 2,689.42 | 2,689.56 | 2,762.6  | 2,771.66 | 3,603.8  | 3,697.8  | 3,869.95 |          |          |          |
| | DUP             | Thomas Willey         | 4.26%  | 2,616    | 2,616    | 2,639.06 | 2,639.14 | 2,642.14 | 2,726.14 | 2,773.14 |          |          |          |          |          |
| | Ulster Unionist | Robert James Mitchell | 4.19%  | 2,571    | 2,571.42 | 2,625.48 | 2,625.84 | 2,653.84 | 2,673.64 |          |          |          |          |          |          |
| | Vanguard        | Samuel McCammick      | 3.29%  | 2,018    | 2,018.3  | 2,034.36 | 2,034.48 | 2,040.52 |          |          |          |          |          |          |          |
| | Alliance        | Howard McNally        | 2.67%  | 1,637    | 1,642.58 | 1,940.6  | 1,945.54 |          |          |          |          |          |          |          |          |
| | NI Labour       | Thomas Newell         | 1.70%  | 1,044    | 1,053.9  |          |          |          |          |          |          |          |          |          |          |
| | Indépendant     | Robert Murphy         | 0.39%  | 238      | 244      |          |          |          |          |          |          |          |          |          |          |
| Électorat : 89,056 Valide : 61,400 (68.95%) Non valide : 1,955 Quota : 7,676 Participation : 63,355 (71.14%) |                 |                       |        |          |          |          |          |          |          |          |          |          |          |          |          |